# Rivière Creuse (Petite rivière du Chêne)
Pour les articles homonymes, voir Creuse.
La rivière Creuse est un affluent de la rive est de la Petite rivière du Chêne laquelle se déverse sur la rive sud du fleuve Saint-Laurent. La rivière Creuse coule dans les municipalités de Villeroy (MRC de L'Érable), Sainte-Françoise et Fortierville, dans la municipalité régionale de comté (MRC) de Bécancour, dans la région administrative du Centre-du-Québec, au Québec, au Canada.

## Géographie
Les principaux bassins versants voisins de la rivière Creuse sont :
- côté nord : Petite rivière du Chêne, rivière aux Ormes, bras du Nord de la Rivière aux Ormes, ruisseau L'Espérance, rivière du Chêne, fleuve Saint-Laurent ;
- côté est : rivière du Chêne ;
- côté sud : Petite rivière du Chêne, rivière Gentilly, rivière du Moulin, rivière Bécancour ;
- côté ouest : Petite rivière du Chêne, fleuve Saint-Laurent, rivière aux Orignaux, rivière aux Glaises.

La rivière Creuse prend sa source au nord de la halte routière de Villeroy de l'autoroute 20, près de la sortie 253. Cette zone de tête est située à 9,6 km à l'ouest du centre du village de Val-Alain, à 7,0 km au nord du village de Notre-Dame-de-Lourdes et à 2,0 km à l'est du centre du village de Villeroy.
À partir de sa source, la rivière Creuse coule sur 18,4 km, répartis selon les segments suivants :
- 1,7 km vers le nord-ouest, jusqu'à la route du 16e rang Ouest qu'elle traverse à 1,0 km au nord-est du centre du village de Villeroy ;
- 1,4 km vers l'ouest, en passant du côté nord du village de Villeroy, jusqu'à la route 265 ;
- 4,8 km vers le nord-ouest, en passant au sud-ouest d'une ferme expérimentale, jusqu'à la limite municipale entre Villeroy et Sainte-Françoise ;
- 2,0 km vers le nord-ouest, jusqu'à une route de campagne ;
- 4,4 km vers le nord-ouest, jusqu'à une route du 10e et 11e rang ;
- 0,9 km vers le nord-ouest, en serpentant jusqu'à la limite municipale entre Sainte-Françoise et Fortierville ;
- 1,7 km vers l'ouest, en serpentant jusqu'à la route du 9e rang ;
- 1,5 km vers l'ouest, en serpentant jusqu'à sa confluence.

La rivière Creuse se déverse sur la rive Est de la Petite rivière du Chêne. Sa confluence est située à la limite du rang Frontenac et du rang Saint-Alphonse, à la limite entre les municipalités de Fortierville, et de Sainte-Sophie-de-Lévrard. Cette confluence est située à 4,2 km en aval du pont de la route du rang Saint-Agathe et à 5,2 km (ou 3,2 km en ligne directe) de la confluence de la rivière aux Ormes. Elle est aussi située à 3,9 km au sud-ouest du centre du village de Fortierville et à 4,1 km au nord-est du centre du village de Sainte-Sophie-de-Lévrard.

## Toponymie
Le toponyme « Rivière Creuse » a été officialisé le 18 décembre 1979 à la Commission de toponymie du Québec.